# 러브 어페어 (1957년 영화)
《러브 어페어》(영어: An Affair to Remember)는 1957년 개봉한 미국의 로맨스 영화이다. 리오 매케리가 감독을 맡았으며, 감독 자신의 1939년 영화 《러브 어페어》를 리메이크한 작품이다.

## 출연
- 케리 그랜트
- 데버러 카
- 리처드 데닝
- 니바 패터슨
- 캐슬린 네즈빗
- 로버트 Q. 루이스
- 찰스 와츠
- 포르투니오 보나노바
- 마니 닉슨

## 기타 제작진
- 의상: 찰스 러메어